# Язид I
Язид ибн Муавия ибн Аби Суфян или Язид I (на арабски: يزيد بن معاوية بن أبي سفيان‎) е ислямски водач, втори халиф на Омаядския халифат със столица в Дамаск. Син е на Муавия I и християнката Майсун бинт Байдал. Баща му пренебрегва традиционното правило за избор на халиф (bayʿah), използвано дотогава, и учредява наследственото предаване на властта.
Загива при обсадата на Мека по време на Втората фитна (гражданска война). Наследен от сина си Муавия II, който скоро умира и така клонът Суфияниди на династията Омаяди прекъсва, а титлата преминава към другия клон Марваниди.
Язидите са негови почитатели.